# Henotesia antahala
Henotesia antahala är en fjärilsart som beskrevs av Ward 1872. Henotesia antahala ingår i släktet Henotesia och familjen praktfjärilar. Inga underarter finns listade i Catalogue of Life.